# Мелбурн парк
Мелбурн парк (енгл. Melbourne Park) је спортски комплекс са теренима који се налази у Мелбурну и дом је Отвореног првенства Аустралије, једног од четири гренд слем турнира, који се обично игра сваке године у јануару.
Од 1988. године, Мелбурн парк је дом гренд слем тениског турнира. На овом објекту се могу одржавати разне манифестације и спортски догађаји: играње кошарке, одбојке, клизање, бициклизам као и пливање, музички концерти и слични догађаји.
Највећи тениски стадион је Род Лејвер арена капацитета 16.200 места, а други по величини је терен Хајсенс арена капацитета 9.500 места. На три највећа терена је у функцији покретни кров, тако да се мечеви могу играти без прекида и без обзира на временске услове.